# Gleouraich
Der Gleouraich ist ein 1.035 m (3.396 ft) hoher, als Munro und Marilyn eingestufter Berg in Schottland. Er liegt in der Council Area Highland in den Northwest Highlands in der weitläufigen Berglandschaft zwischen Loch Cluanie und Loch Quoich, etwa 30 Kilometer nordwestlich von Fort William. Sein gälischer Name kann in etwa mit Aufruhr, Lärm oder Lauter Berg übersetzt werden und ist wie beim auf der anderen Seite von Loch Quoich südlich liegenden Gairich von den herbstlichen Brunftschreien der Rothirsche abgeleitet.
Gemeinsam mit dem östlich benachbarten, ebenfalls als Munro eingestuften, 996 m (3.268 ft) hohen Spidean Mialach ist der Gleouraich Teil eines kompakten Bergmassivs, das südlich von Loch Quoich und nördlich von Glen Loyne begrenzt wird. Während die Südseite des Massivs zu Loch Quoich hin durch moderat bis steil abfallende, grasbedeckte und lediglich von einzelnen Granitblöcken durchsetzte Kare geprägt ist, sind die Kare auf der Nordseite ausgesprochen felsig und steil. Zwischen den Gipfeln des Gleouraich und des Spidean Mialach verläuft ein gewundener, etwa 2,5 Kilometer langer Grat. Östlich des Gleouraich liegt mit dem 1.006 m (3.301 ft) hohen Creag Coire na Fiar Bhealaich ein weiterer, als Munro-Top eingestufter Gipfel auf dem Grat. An diesen schließt sich mit dem Fiar Bhealaich ein auf etwa 720 Metern Höhe liegender Sattel als Übergang zum Spidean Mialach an. Außer dem Verbindungsgrat gehen vom durch einen Cairn markierten Gipfel des Gleouraich zwei weitere Grate aus.  Ein kurzer, steil abfallender Grat nach Norden trennt auf dieser Seite des Bergs die beiden Kare Garbh Choire Mòr und Garbh Choire Beag, der längere Westgrat trennt sich etwas unterhalb des Gipfels in einen zunächst Südwesten und dann in etwa nach Süden verlaufenden Grat sowie einen nach Norden laufenden Grat, der das Garbh Choire Mòr nach Westen begrenzt. Der Nordgrat senkt sich steil und felsig bis zum Vorgipfel Sròn na Breun-Leitire auf etwa 845 Meter ab. Die Westseite des Bergs bildet das weite, gras- und heidedurchsetzte Fraoch Choire. Der mit dem Namen Druim Seileach bezeichnete Südwest- bzw. Südgrat ist ebenfalls durch grasbedeckte Hänge und Seiten geprägt, er führt über den Sròn a’ Chuilinn fast bis an das Ufer von Loch Quoich. Die Südseite des Gleouraich bildet das weite Coire Peitireach. 

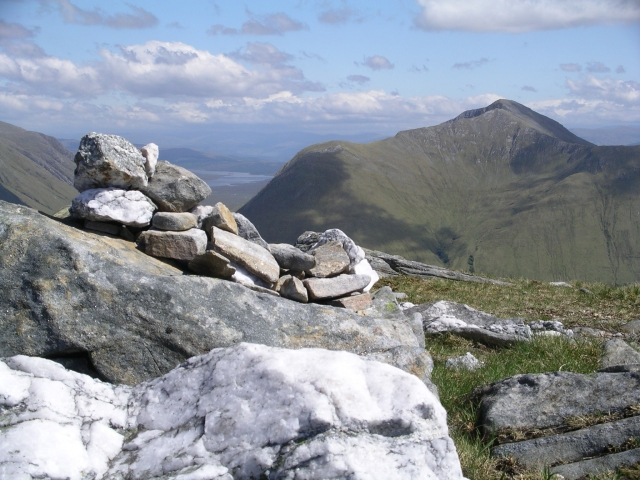
Blick vom Am Bathaich, ein dem Sgùrr a’ Mhaoraich zugeordneter Top, auf die Westseite des Gleouraich mit dem markanten Fraoch Choire
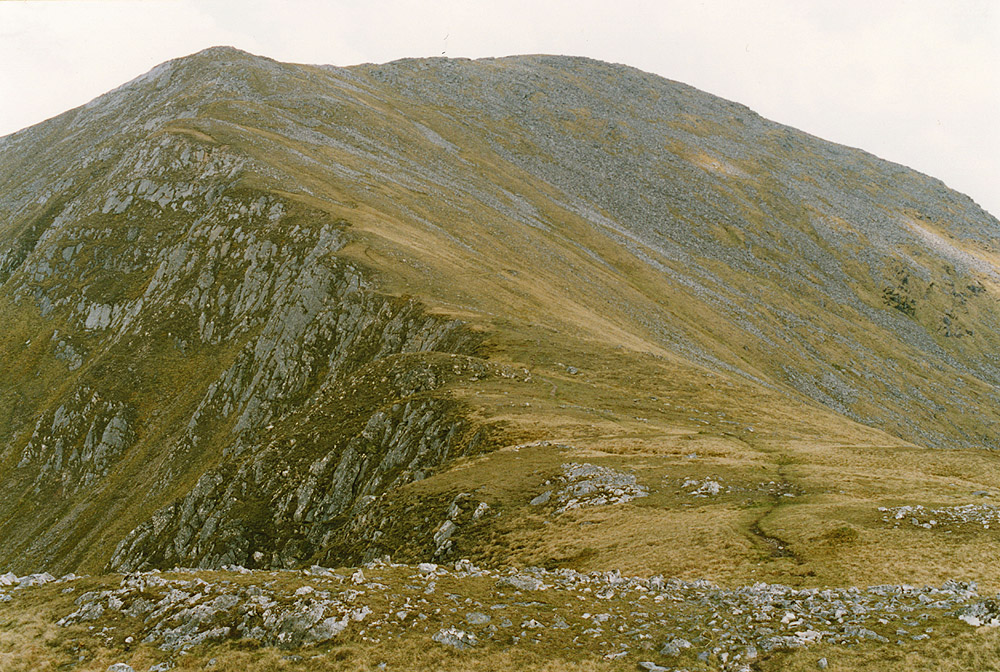
Auf dem Südwestgrat des Gleouraich, Blick zum Gipfel
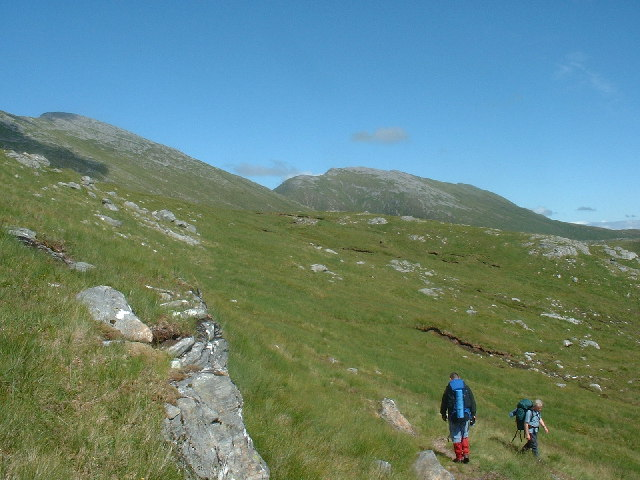
Blick vom Jagdsteig auf den Gleouraich nach Nordosten zum Gipfel (links) und dem Spidean Mialach (rechts)
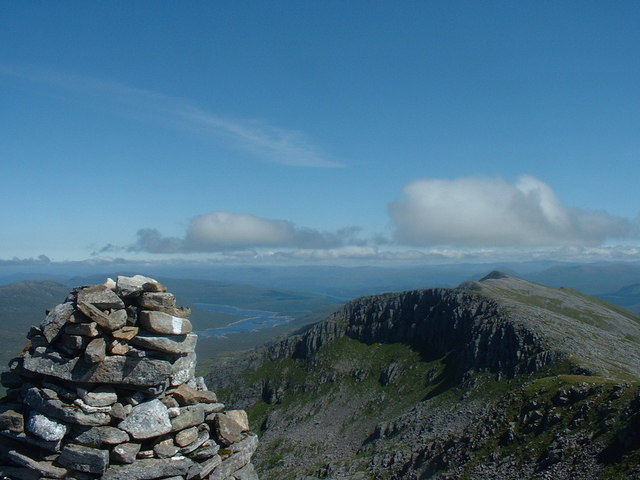
Der Gipfelcairn des Gleouraich, Blick nach Osten über den Grat zum Spidean Mialach

Die meisten Munro-Bagger besteigen den Gleouraich gemeinsam mit seinem Nachbarn Spidean Mialach. Der meistverwendete Zustieg führt über einen als Jagdpfad angelegten, bis auf einen Absatz auf etwa 850 Metern Höhe führenden und gut ausgebauten Weg, der vor allem für seine Aussicht über Loch Quoich und die umliegende Bergwelt bekannt ist, auf dem Süd- und Südwestgrat. Von dort führt der Anstieg über den felsiger werdenden Grat bis zum Gipfel. Die Besteigung kann auch im Rahmen einer Rundtour über den Spidean Mialach erfolgen. Ausgangspunkt für beide Varianten ist ein kleiner Parkplatz am Ufer von Loch Quoich an der von Loch Garry nach Kinloch Hourn am Ende von Loch Hourn führenden Single track road.